# رون أندرسن
رون أندرسن (بالإنجليزية: Ron Andersen)‏ هو لاعب الجسر ‏ أمريكي، ولد في 26 مايو 1941، وتوفي في 3 يوليو 1997.